# Chayton
Chayton est un prénom masculin.

## Sens et origine du prénom
- Prénom masculin d'origine nord-amérindienne[1].
- Prénom qui signifie « faucon » en lakota. Le mot vient du lakota et du dakota čhetáŋ (Cetan).

## Prénom de personnes célèbres et fréquence
- Prénom très peu usité aux États-Unis[2].

## Dans la culture populaire
Chayton Littlestone est un personnage de fiction présent dans Banshee, série télévisée.